# Diamou
Diamou is een gemeente (commune) in de regio Kayes in Mali. De gemeente telt 14.000 inwoners (2009).